# Archer County
Archer County er et county i den amerikanske delstat Texas. Amtet ligger i den centrale del af delstaten og grænser op imod Wichita County i nord, Clay County i øst, Jack County i sydøst, Young County i syd og mod Baylor County i vest.
Archer Countys totale areal er 2.398 km² hvoraf 42 km² er vand. I 2005 havde amtet 9.095 indbyggere og administrationscentret ligger i byen Archer City. Amtet har fået sit navn efter Branch Tanner Archer. 
33°37′N 98°41′V / 33.61°N 98.69°V